# Gallic (navire de 1894)
Pour les articles homonymes, voir Gallic.
Le Gallic est un transbordeur britannique de la White Star Line. Construit en 1894 par les chantiers John Scott & Co. de Kinghorn (dans le Fife) sous le nom de Birkenhead pour la Birkenhead Corporation, il s'agit d'un petit navire à roues à aubes pourvu d'un seul pont, capable de transporter un millier de passagers sur de courtes distances. Durant treize années, il sert sur la Mersey, entre Birkenhead et la Péninsule de Wirral, sans connaître d'incident.
La White Star le rachète en 1907 et le renomme Gallic, afin de l'utiliser comme transbordeur dans le port de Cherbourg. Elle inaugure en effet cette année-là une nouvelle ligne transatlantique faisant escale en France, et a besoin d'un navire pour desservir ses paquebots. Le Gallic n'est cependant qu'une solution temporaire et précaire, rapidement remplacée par les plus somptueux Nomadic et Traffic en 1911. De retour à Liverpool dès l'année suivante, il est démoli dès 1913.

## Histoire

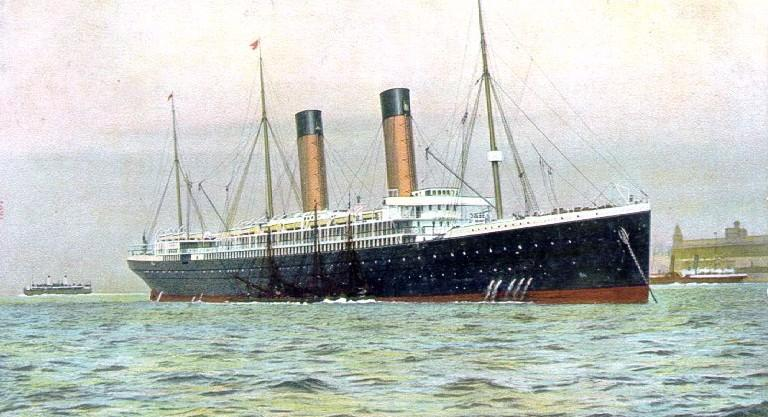
L'Oceanic est l'un des navires desservis par le Gallic dans le port de Cherbourg.

Le Birkenhead est construit par les chantiers John Scott & Co. de Kinghorn, dans le Fife, pour le compte du Birkenhead Ferries Department de la Birkenhead Corporation. Lancé le 9 juin 1894, il est terminé le mois suivant, et affecté à un service de ferry entre la péninsule de Wirral (dans un premier temps au départ de Woolside puis de Rock Ferry) et le port de Liverpool, sur la Mersey. Il s'agit d'un petit navire à roues à aubes pouvant atteindre 9 nœuds et transporter 1 200 passagers ainsi que des bagages sur son unique pont. Jaugeant 461 tonneaux, il mesure 47,5 mètres sur 8,6. Durant treize ans, il dessert la Mersey sans rencontrer de problèmes, jusqu'à son achat par la White Star Line, en 1907.
Cette année-là, en effet, la compagnie britannique décide de capter les flux de passagers venant d'Europe en ouvrant une nouvelle ligne transatlantique partant de Southampton pour New York, avec escales à Cherbourg et Queenstown. L'escale cherbourgeoise pose un problème car le port français ne peut accueillir à quai les paquebots de la compagnie : un transbordeur est donc nécessaire pour embarquer le courrier et les bagages. C'est à cette fin qu'est acquis le Birkenhead, renommé Gallic. À Cherbourg, le navire dessert des navires parmi les plus prestigieux paquebots de la compagnie, qui assurent la nouvelle route : le Teutonic, le Majestic, l'Oceanic et l'Adriatic.
Cette solution est cependant provisoire, puisque la White Star Line a alors déjà en projet la construction des navires de classe Olympic, destinés à offrir un nouveau niveau de confort à ses passagers, et une taille inégalée. Dans ces circonstances, le Gallic n'est pas de taille. Tout en construisant les deux premiers géants, l'Olympic et le Titanic, les chantiers Harland & Wolff de Belfast préparent également deux transbordeurs, le luxueux Nomadic destiné aux passagers de première et deuxième classe, et le plus modeste Traffic destiné aux passagers de troisième classe et aux bagages. Les deux transbordeurs sont prêts en même temps que l'Olympic et rejoignent Cherbourg début juin 1911, pour préparer sa traversée inaugurale. Le Gallic est donc inutile, après quatre ans de ce service.
En 1912, le Gallic est de retour à Liverpool et sert à de ponctuelles missions de transport de bagages. Cependant, la compagnie dispose déjà de deux transbordeurs dans ce port, le Magnetic et le Pontic, faisant du Gallic un navire surnuméraire. Dès 1913, il est donc démoli sur les bords de la Mersey.